# Giám sát viện Việt Nam Cộng hòa
Giám sát viện là cơ quan hiến định của Việt Nam Cộng hòa có chức năng thanh tra, kiểm soát, điều tra các nhân viên công quyền và tư nhân đồng phạm hay tòng phạm. Giám sát viện được xem là một trong những cơ chế kiểm soát quyền lực trong mô hình tam quyền phân lập của Việt Nam Cộng hòa, cùng với Hành pháp, Lập pháp và Tư pháp. Cơ quan này giúp duy trì sự công minh, minh bạch và phòng chống sự lạm dụng quyền lực trong chính quyền. Giám sát viện đặt trụ sở tạm thời tại số 27 đường Nguyễn Trung Trực, Sài Gòn. 

## Lịch sử
Dưới thời Quốc gia Việt Nam, chính phủ đã thiết lập một cơ quan kiểm soát hành chính gọi là Viện Giám sát do điều 12 dụ số 2 ngày 1 tháng 7 năm 1949 tổ chức quy chế các công sở. Viện Giám sát gồm có một số vị Giám sát do Quốc trưởng bổ nhiệm bằng sắc lệnh sau khi Hội đồng Tổng trưởng thảo luận. Các vị Giám sát được tuyển chọn trong các nhân sĩ được quốc dân trọng vọng vì đức tính và kinh nghiệm về công vụ. Họ không thể kiêm nhiệm bất cứ chức vụ nào khác, dù là chức hội viên Hội đồng Tư vấn Quốc gia. Những vị Giám sát không hưởng lương bổng mà chỉ lãnh một phụ cấp riêng. Ngoại trừ trường hợp quả tang phạm pháp, họ chỉ có thể bị bắt, giam giữ và truy tố ra trước Tòa án sau khi Quốc trưởng chuẩn cấp giấy phép. Quốc trưởng có thể ký sắc lệnh cất chức các vị này sau khi Hội đồng Tổng trưởng thảo luận.
Trong thực tế, Viện Giám sát từ khi thành lập không hề có một hoạt động gì cụ thể. Tình trạng bất động của Viện Giám sát này kéo dài đến khi chính phủ cho lập một cơ quan gọi là Nha Tổng Thanh tra Hành chánh và Tài chánh bên cạnh Thủ tướng Chính phủ do sắc lệnh số 87-CP ngày 2 tháng 10 năm 1952 để thanh tra các sở hành chính và tài chính thuộc các cơ quan công quyền và các tập thể công lập. Cơ quan này được đặt dưới sự điều khiển của một Tổng Thanh tra thuộc quyền trực tiếp của Thủ tướng Chính phủ. Tổng Thanh tra được bổ nhiệm bằng sắc lệnh của Quốc trưởng chiếu theo đề nghị của Thủ tướng Chính phủ tại Hội đồng Nội các. Tổng Thanh tra được các Chánh Thanh tra và Thanh tra phụ tá. Chánh Thanh tra được bổ nhiệm bằng nghị định của Thủ tướng Chính phủ tại Hội đồng Nội các. So với Viện Giám sát cũ thì Nha Tổng Thanh tra Hành chánh và Tài chánh có quyền hạn rất eo hẹp và hoàn toàn không có đủ các điều kiện cần thiết để ngăn chặn nạn tham nhũng. Tình trạng này kéo dài sang cả thời Đệ Nhất Cộng hòa, đến nỗi các vị Tổng Thanh tra, Chánh Thanh tra và Thanh tra rất ít khi được Tổng thống ký sự vụ lệnh cử đi thanh tra hoặc điều tra.
Sau đảo chính ngày 1 tháng 11 năm 1963, Thủ tướng Chính phủ Lâm thời Nguyễn Ngọc Thơ đã cố gắng cải tổ ngành thanh tra bằng cách sát nhập Nha Thanh tra Tài chánh thuộc Bộ Tài chánh và Nha Thanh tra Hành chánh thuộc Bộ Nội vụ vào Nha Tổng Thanh tra Hành chánh và Tài chánh trực thuộc Phủ Thủ tướng do sắc lệnh số 21-TTP ngày 2 tháng 12 năm 1963. Nhờ đó mà thẩm quyển của Tổng nha này được gia tăng khá nhiều. Sau đó, cơ quan này được thay thế bằng Giám sát Viện trực thuộc Chủ tịch Ủy ban Hành pháp Trung ương do Sắc lệnh số 34-SL/HP/VP ngày 8 tháng 3 năm 1966 cho đến khi giải thể ngày 30 tháng 10 năm 1968. Hiến pháp năm 1967 đã thiết lập một Giám sát viện độc lập đối với các cơ quan Hành pháp, Lập pháp và Tư pháp, mặc nhiên công nhận quyền giám sát là một đệ tứ quyền trong cơ cấu quốc gia của Đệ Nhị Cộng hòa. Ngày 30 tháng 10 năm 1968, Giám sát viện chính thức hoạt động khi 18 Giám sát viên nhiệm kỳ đầu tiên làm lễ tuyên thệ trước lưỡng viện Quốc hội và Tổng thống tại hội trường Diên Hồng ở Sài Gòn. Sau ngày 30 tháng 4 năm 1975, cơ quan này bị chính quyền cộng sản giải thể. 

## Chức năng
Theo Luật số 009/68 ngày 23 tháng 10 năm 1968, Giám sát viện có chức năng như sau:
1. Thanh tra, kiểm soát và điều tra nhân viên các cơ quan công quyền và tư nhân đồng phạm hay tòng phạm về mọi hành vi tham nhũng, đầu cơ, hối mại quyền thế hoặc phương hại đến quyền lợi quốc gia.[6]
2. Thẩm tra kế toán đối với các cơ quan công quyền và hợp doanh.[6]
3. Kiểm kê tài sản các nhân viên các cơ quan công quyền, kể cả Tổng thống, Phó Tổng thống, Thủ tướng, Dân biểu, Nghị sĩ và Chủ tịch tối cao Pháp viện. Riêng đối với Chủ tịch Giám sát viện và các giám sát viên, việc kiểm kê tài sản do Tối cao Pháp viện đảm trách.[6] Việc kiểm kê phải được hoàn thành trong 6 tháng đầu tiên của nhiệm kỳ Giám sát viện.[5]
4. Đề nghị các biện pháp chế tài về kỷ luật đối với nhân viên công quyền phạm lỗi hoặc yêu cầu truy tố đương sự ra trước tòa án có thẩm quyền.[6]
5. Có quyền công bố kết quả cuộc điều tra.[7]
6. Đề nghị các biện pháp cải thiện lề lối làm việc của các cơ quan công quyền, các xí nghiệp quốc doanh và hợp doanh, nhằm ngăn ngừa tham nhũng, đầu cơ, hối mại quyền thế hoặc những hành vi phương hại đến quyền lợi quốc gia.[5]

## Cơ cấu tổ chức
Thành phần Giám sát viện gồm từ 9 đến 18 giám sát viên, trong đó 1/3 do Quốc hội, 1/3 do Tổng thống và 1/3 do Tối cao Pháp viện chỉ định. Nhiệm kỳ của Giám sát viên là 4 năm, có thể được tái bổ nhiệm và có quyền từ chức.Giám sát viên được hưởng những quyền hạn và bảo đảm cần thiết để thi hành nhiệm vụ. Giám sát viện có ngân sách tự trị và có quyền lập quy để tổ chức nội bộ và quản trị ngành giám sát. Trong nhiệm kỳ I (1968–1972) ông Ngô Xuân Tích được các đồng viện bầu làm Chủ tịch Giám sát viện; qua nhiệm kỳ II (1972–1975) ông thẩm phán Bùi Hòe Thực được bầu làm Chủ tịch Giám sát viện.
Giám sát viên do Tổng thống chỉ định được bổ nhiệm bằng Sắc lệnh của Tổng thống. Giám sát viên do Quốc hội và Tối cao Pháp viện chỉ định được Tổng thống xác nhận sự chỉ định bằng Sắc lệnh trong thời hạn 15 ngày, kể từ ngày nhận được văn thư của Quốc hội hay Tối cao Pháp viện. Quá thời hạn này, văn thư chỉ định của Quốc hội hay Tối cao Pháp viện có hiệu lực Sắc lệnh bổ nhiệm. Thượng nghị viện và Hạ nghị viện, mỗi viện chỉ định 3 Giám sát viên trong một phiên họp khoáng đại tại mỗi viện. Tối cao Pháp viện chỉ định 6 Giám sát viên trong một phiên họp Đại Hội đồng Tối cao Pháp viện. Trường hợp có khống khuyết một hay nhiều Giám sát viên, Chủ tịch Giám sát viện sẽ thông báo cho Tổng thống, Quốc hội hay Tối cao Pháp viện. Tùy theo thành phần khống khuyết, Quốc hội, Tổng thống hay Tối cao Pháp viện sẽ chỉ định người thay thế cho đến khi mãn nhiệm kỳ của vị Giám sát viên tiền nhiệm. 
Giám sát viện gồm có: Hội đồng Giám sát viện, Văn phòng Giám sát viện và các cơ quan trực thuộc, các Ban Chuyên biệt Trung ương và các khu Giám sát địa phương. Văn phòng Giám sát viện do Hội đồng Giám sát viện bầu ra trong một cuộc bầu phiếu kín, gồm có: Chủ tịch, một Phó Chủ tịch, các Trưởng ban Chuyên biệt và một Tổng Thư ký được xếp ngang hàng như một Trưởng ban. Các Ban Chuyên biệt Trung ương của Giám sát viện gồm có: Ban Điều tra, Kiểm tra và Ban Thẩm tra, Kế toán và Kiểm kê Tài sản. 
Giám sát viện có thể thiết lập nhiều khu Giám sát ở các địa phương. Mỗi khu bao gồm một số tỉnh và thị xã đặt dưới quyền của một Giám sát viên mệnh danh là Đặc ủy Giám sát do Hội đồng Viện chỉ định. Nhiệm kỳ của Chủ tịch Giám sát viện, nhân viên Văn phòng Giám sát viện, Đặc ủy giám sát là một năm và có thể tái tục. Một Thanh tra Đoàn dưới quyền điều động của Giám sát viện sẽ được thành lập có nhiệm vụ hỗ trợ cho các Giám sát viên trong việc thi hành nhiệm vụ. Quy chế Thanh tra Đoàn sẽ do Hội đồng Giám sát viện ấn định. 